# Leichtathletik-Europameisterschaften 2010/800 m der Frauen

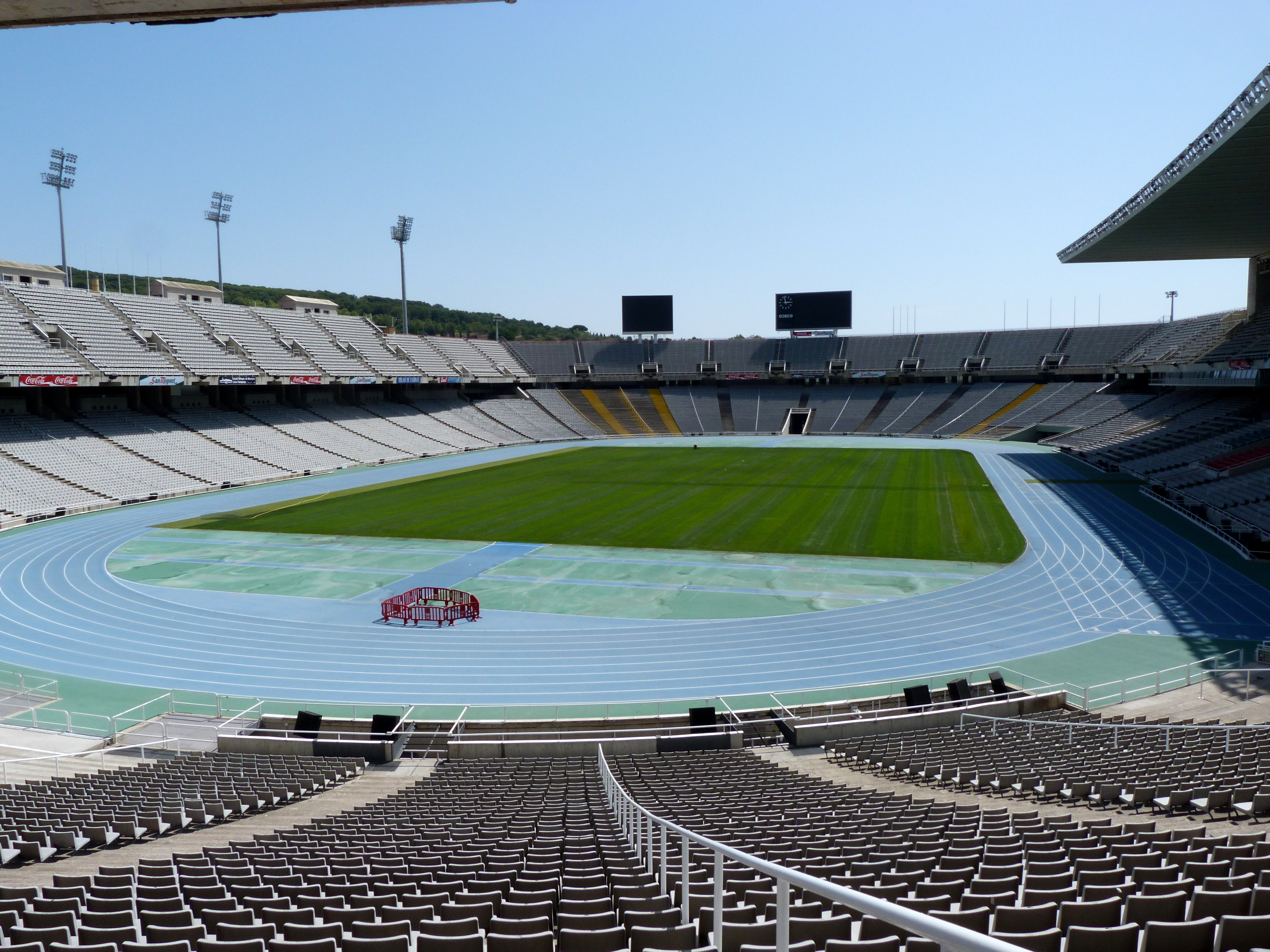
Das Olympiastadion Estadi Olímpic Lluís Companys
Barcelona im Jahr 2012

Der 800-Meter-Lauf der Frauen bei den Leichtathletik-Europameisterschaften 2010 wurde am 27. und 30. Juli 2010 im Olympiastadion Estadi Olímpic Lluís Companys der spanischen Stadt Barcelona ausgetragen.
Europameisterin wurde die Niederländerin Yvonne Hak. Rang zwei belegte die britische WM-Dritte von 2009 Jennifer Meadows. Bronze ging an die Slowakin Lucia Klocová.

## Bestehende Rekorde
| Weltrekord           | 1:53,28 min | Jarmila Kratochvílová | München, BR Deutschland | 26. Juli 1983     |
| Europarekord         | 1:53,28 min | Jarmila Kratochvílová | München, BR Deutschland | 26. Juli 1983     |
| Meisterschaftsrekord | 1:55,41 min | Olga Minejewa         | EM Athen, Griechenland  | 8. September 1982 |

Der bereits seit 1982 bestehende EM-Rekord wurde auch bei diesen Europameisterschaften nicht erreicht. Die schnellste Zeit erzielte die niederländische Europameisterin Yvonne Hak im Finale mit 1:58,85 min, womit sie 3,44 s über dem Rekord blieb. Zum Welt- und Europarekord fehlten ihr 5,57 s.

## Doping
In diesem Wettbewerb wurden gleich fünf Athletinnen aufgrund von Verstößen gegen die Dopingbestimmungen nachträglich disqualifiziert:
- Marija Sawinowa, Russland, der ursprünglichen Siegerin, wurden vom Internationalen Sportgerichtshof CAS alle ihre Ergebnisse zwischen Juli 2010 und August 2013 aberkannt. Das Urteil fundiert auf klaren Abweichungen im Biologischen Pass, die Sawinowas Verstoß gegen die Dopingbestimmungen nachweisen.[2]
- Swetlana Kljuka, Russland, die als Achte ins Ziel gelaufen war, wurde im Juli 2012 aufgrund von Unregelmäßigkeiten in ihrem Biologischen Pass suspendiert, ihre Ergebnisse wurden entsprechend annulliert.[3]
- Bei Olga Cristea, Republik Moldau, im Vorlauf ausgeschieden, wurden überhöhte Testosteron-Werte festgestellt. Sie erhielt eine zweijährige Sperre, ihr Resultat bei diesen Europameisterschaften wurde annulliert.[4]
- Swjatlana Ussowitsch, Belarus, im Vorlauf ausgeschieden, wurde bei Nachtests nachgewiesen, dass sie bereits 2008 gegen die Dopingbestimmungen verstoßen hatte. Ihre Ergebnisse wurden entsprechend annulliert.[5]
- Tatjana Andrianowa, Russland, im Vorlauf ausgeschieden, wurde mehrfach bei Verstößen gegen die Dopingbestimmungen erwischt. Unter anderem wurden ihre Resultate vom 26. Juli 2010 bis 25. Juli 2012 gestrichen.[6]

Leidtragende waren vor allem folgende Läuferinnen:
- Die Niederländerin Yvonne Hak erhielt die Goldmedaille anstelle der Silbermedaille erst mit Verspätung.
- Die Slowakin Lucia Klocová konnte als zunächst Viertplatzierte nicht an der Siegerehrung teilnehmen und bekam die Bronzemedaille sehr verspätet.
- Die Litauerin Eglė Balčiūnaitė hätte als Zweitplatzierte des ersten Vorlaufs am Finale teilnehmen können.
- Die Ukrainerin Julija Krewsun wäre über ihr Zeit aus dem zweiten Vorlauf im Finale startberechtigt gewesen.

## Legende
| DOP | wegen Dopingvergehens disqualifiziert |

## Vorrunde
Die Vorrunde wurde in drei Läufen durchgeführt. Die ersten beiden Athletinnen pro Lauf – hellblau unterlegt – sowie die darüber hinaus zwei zeitschnellsten Läuferinnen – hellgrün unterlegt – qualifizierten sich direkt für das Finale.

### Vorlauf 1

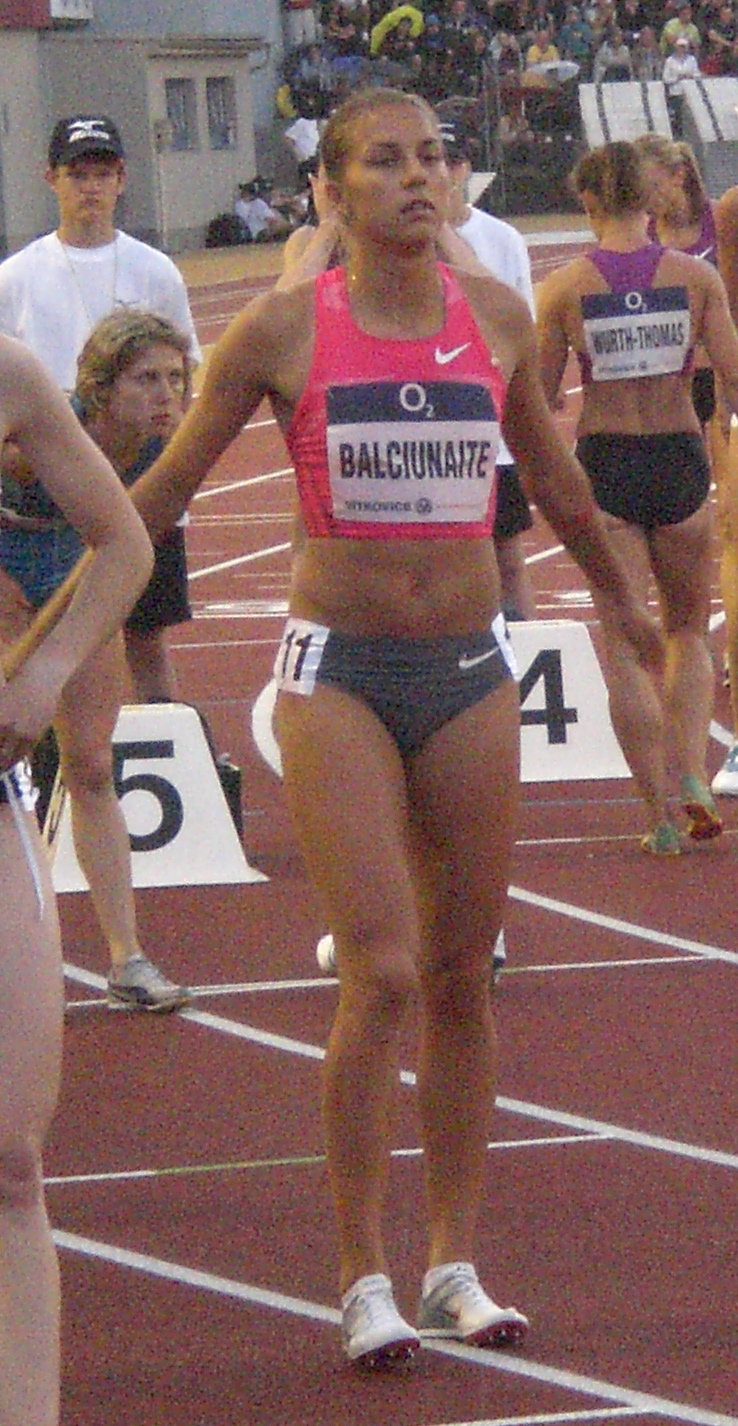
Eglė Balčiūnaitė schied als zunächst Dritte ihres Vorlaufs aus, wäre jedoch im Finale startberechtigt gewesen
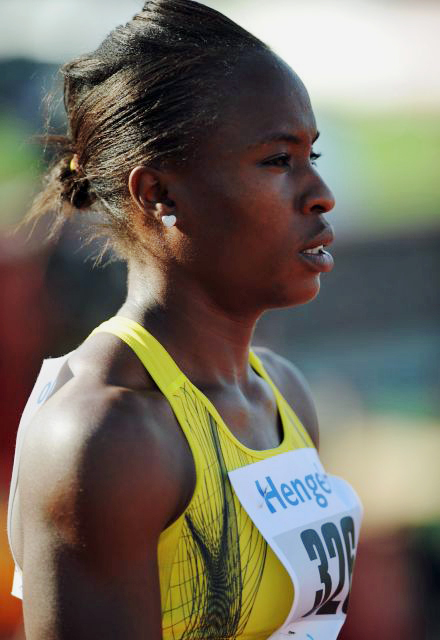
Marilyn Okoros dritter Rang im ersten Vorlauf reichte nicht für die Teilnahme am Finale

27. Juli 2010, 20:10 Uhr
| Platz | Name                 | Nation         | Zeit (min) | Anmerkung                              |
| ----- | -------------------- | -------------- | ---------- | -------------------------------------- |
| 1     | Yvonne Hak           | Niederlande    | 2:00,35    |                                        |
| 2     | Eglė Balčiūnaitė     | Litauen        | 2:01,19    | eigentlich für das Finale qualifiziert |
| 3     | Marilyn Okoro        | Großbritannien | 2:01,33    |                                        |
| 4     | Elián Périz          | Spanien        | 2:03,55    |                                        |
| 5     | Olha Zavhorodnya     | Ukraine        | 2:03,58    |                                        |
| DOP   | Marija Sawinowa      | Russland       | 1:58,71    | für das Finale zugelassen              |
| DOP   | Olga Cristea         | Moldau         | 2:02,31    |                                        |
| DOP   | Swjatlana Ussowitsch | Belarus        | 2:02,74    |                                        |

### Vorlauf 2

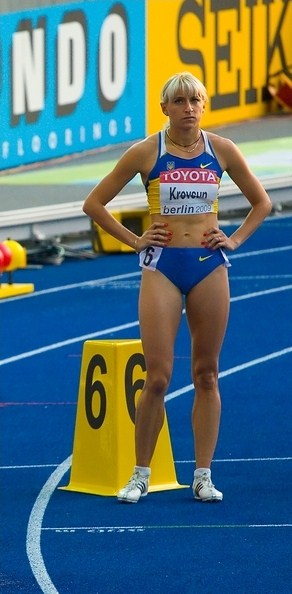
Julija Krewsun schied als Vierte ihres Vorlaufs aus, hatte sich jedoch über ihre Zeit eigentlich für das Finale qualifiziert
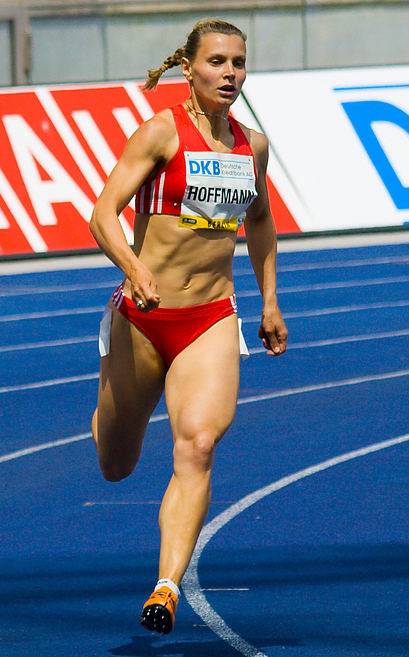
Als Fünfte ihres Vorlaufs scheiterte Claudia Hoffmann in der Vorrunde

27. Juli 2010, 20:20 Uhr
| Platz | Name               | Nation         | Zeit (min) | Anmerkung                              |
| ----- | ------------------ | -------------- | ---------- | -------------------------------------- |
| 1     | Jennifer Meadows   | Großbritannien | 1:58,90    |                                        |
| 2     | Mayte Martínez     | Spanien        | 1:59,12    |                                        |
| 3     | Lucia Klocová      | Slowakei       | 1:59,31    |                                        |
| 4     | Julija Krewsun     | Ukraine        | 1:59,44    | eigentlich für das Finale qualifiziert |
| 5     | Claudia Hoffmann   | Deutschland    | 2:01,19    |                                        |
| 6     | Rose-Anne Galligan | Irland         | 2:01,76    |                                        |
| 7     | Daniela Reina      | Italien        | 2:01,94    |                                        |
| DOP   | Swetlana Kljuka    | Russland       | 1:58,89    | für das Finale zugelassen              |

### Vorlauf 3

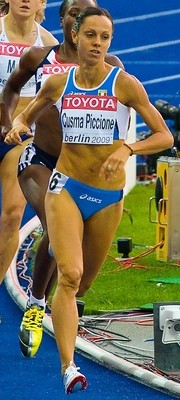
Trotz einer Zeit unter zwei Minuten erreichte Elisa Cusma Piccione als Dritte ihres Vorlaufs nicht das Finale
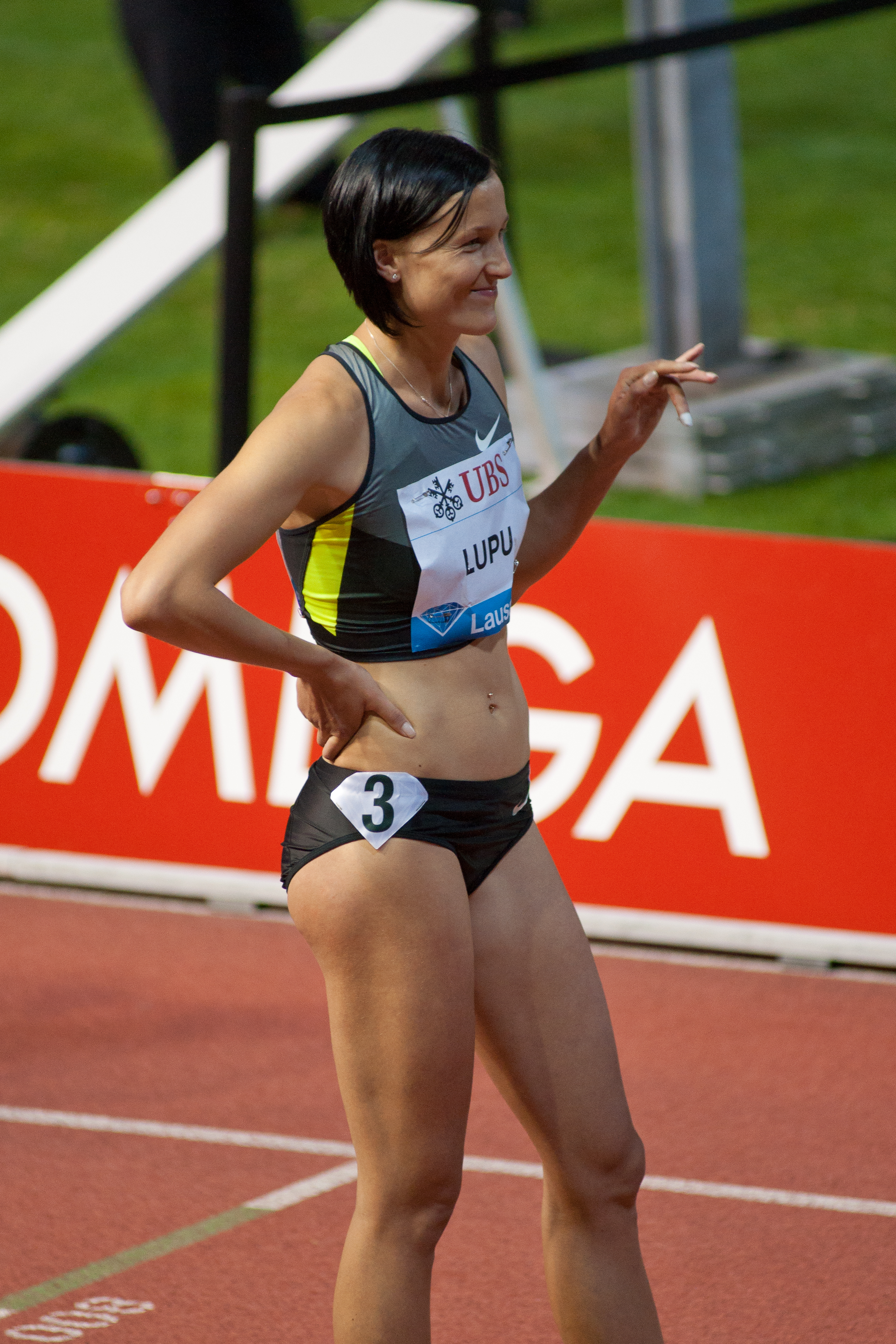
Natalija Lupu belegte Rang vier im dritten Vorlauf und schied damit aus
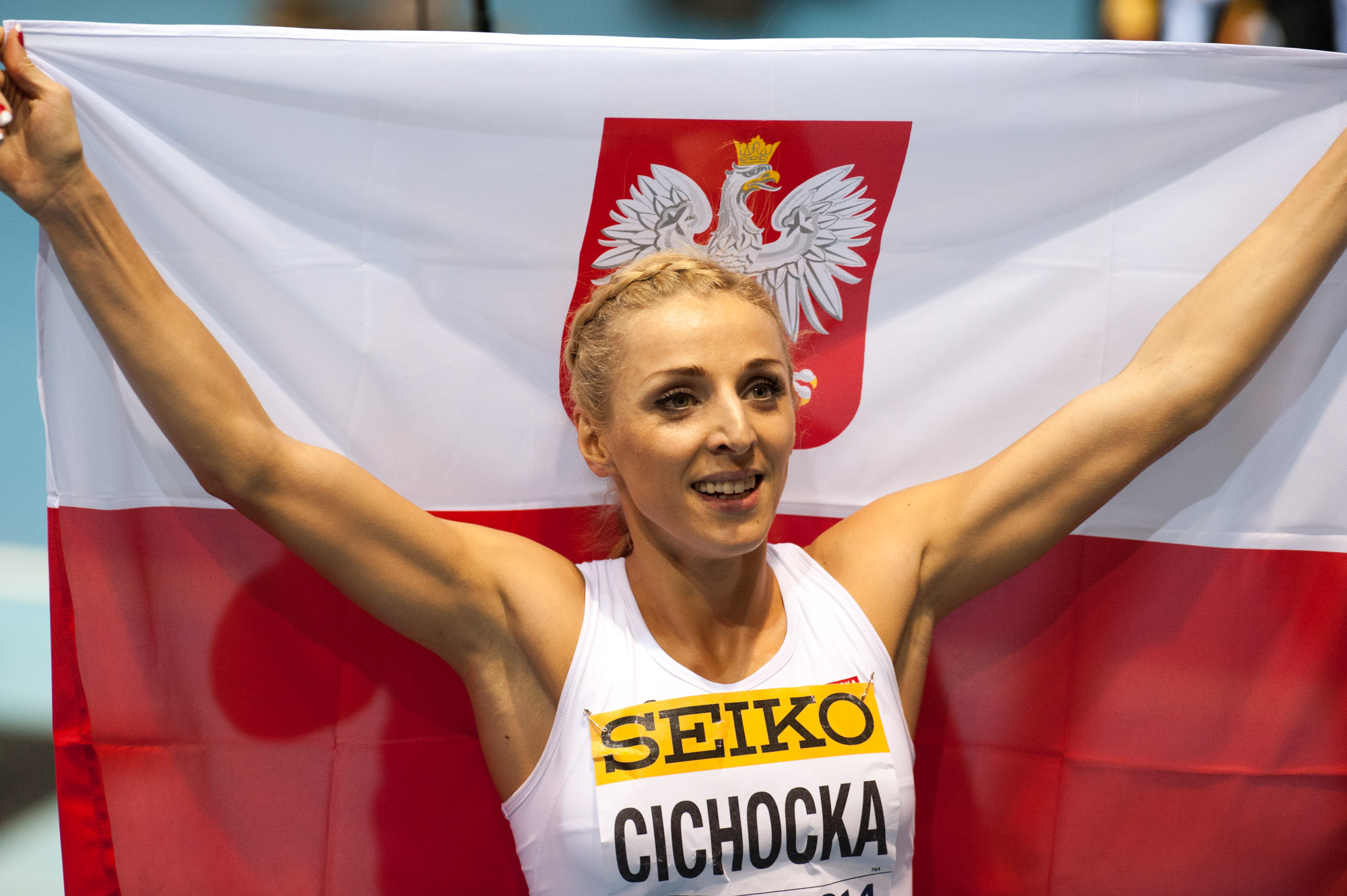
Ihr sechster Platz in ihrem Vorlauf war für Angelika Cichocka (hier im Jahr 2014) zu wenig für die Finalteilnahme

27. Juli 2010, 20:30 Uhr
| Platz | Name                 | Nation         | Zeit (min) |
| ----- | -------------------- | -------------- | ---------- |
| 1     | Jemma Simpson        | Großbritannien | 1:59,18    |
| 2     | Lenka Masná          | Tschechien     | 1:59,71    |
| 3     | Elisa Cusma Piccione | Italien        | 1:59,80    |
| 4     | Natalija Lupu        | Ukraine        | 2:00,50    |
| 5     | Eleni Filandra       | Griechenland   | 2:00,88    |
| 6     | Angelika Cichocka    | Polen          | 2:01,17    |
| 7     | Irene Alfonso        | Spanien        | 2:01,61    |
| DOP   | Tatjana Andrianowa   | Russland       | 2:01,23    |

## Finale

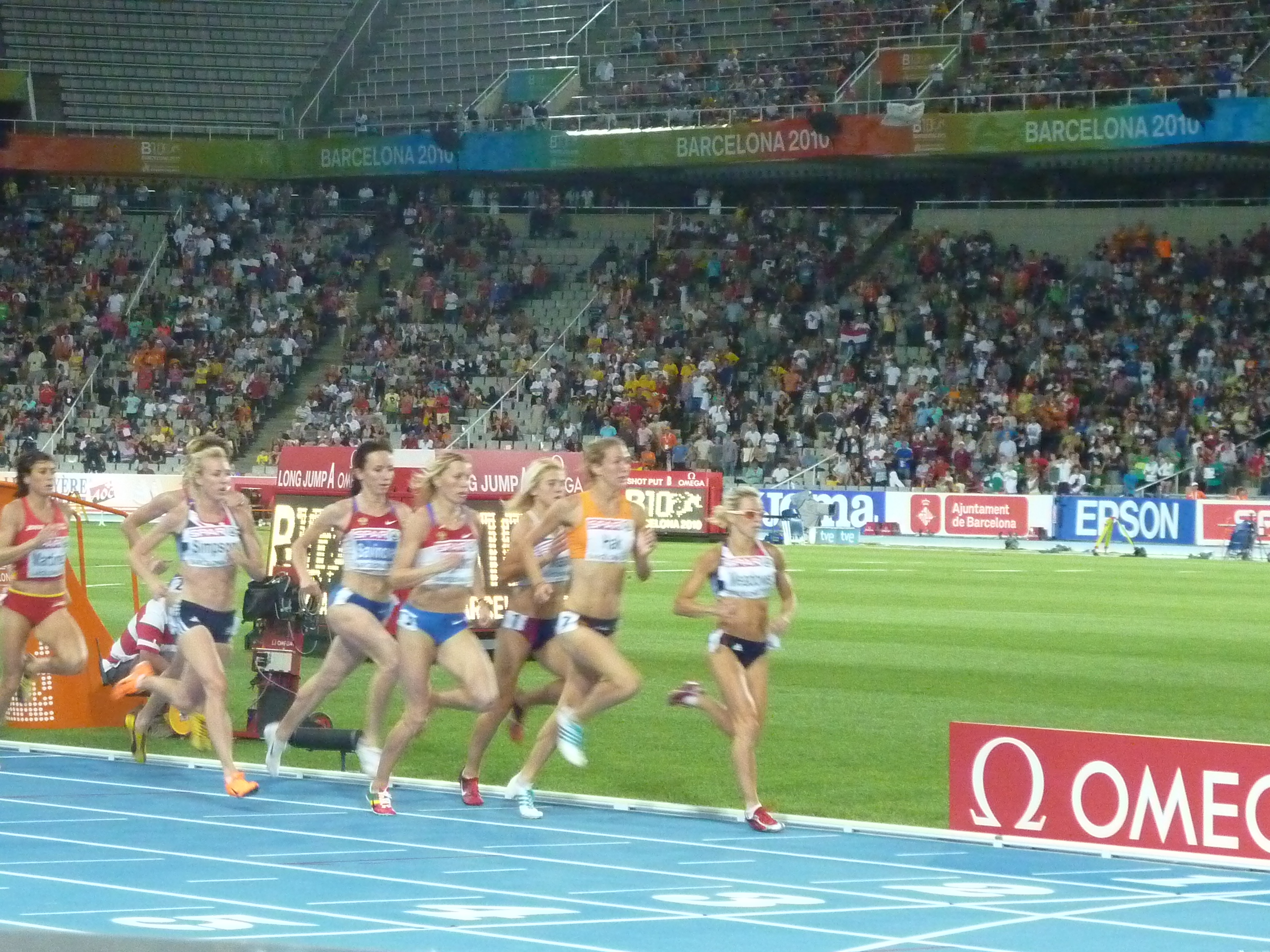
Das 800-Meter-Finale von Barcelona

30. Juli 2010, 21:50 Uhr
| Platz | Name             | Nation         | Zeit (min) |
| ----- | ---------------- | -------------- | ---------- |
| 1     | Yvonne Hak       | Niederlande    | 1:58,85    |
| 2     | Jennifer Meadows | Großbritannien | 1:59,39    |
| 3     | Lucia Klocová    | Slowakei       | 1:59,48    |
| 4     | Jemma Simpson    | Großbritannien | 1:59,90    |
| 5     | Lenka Masná      | Tschechien     | 1:59,91    |
| 6     | Mayte Martínez   | Spanien        | 1:59,97    |
| DOP   | Marija Sawinowa  | Russland       | 1:58,22    |
| DOP   | Swetlana Kljuka  | Russland       | 2:00,15    |

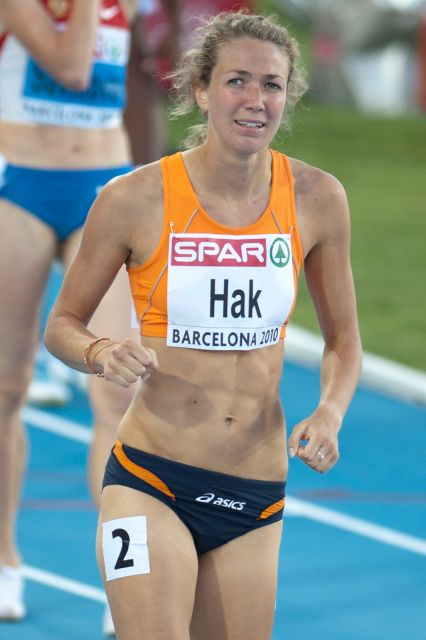
Europameisterin Yvonne Hak
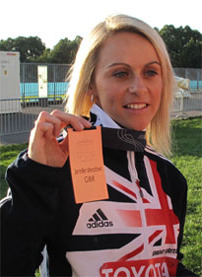
Jennifer Meadows – nach WM-Bronze 2009 nun EM-Silber
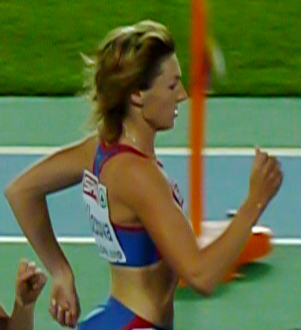
Bronzemedaillengewinnerin Lucia Klocová

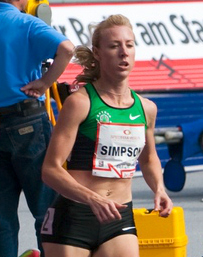
Jemma Simpson wurde Vierte in diesem Finale
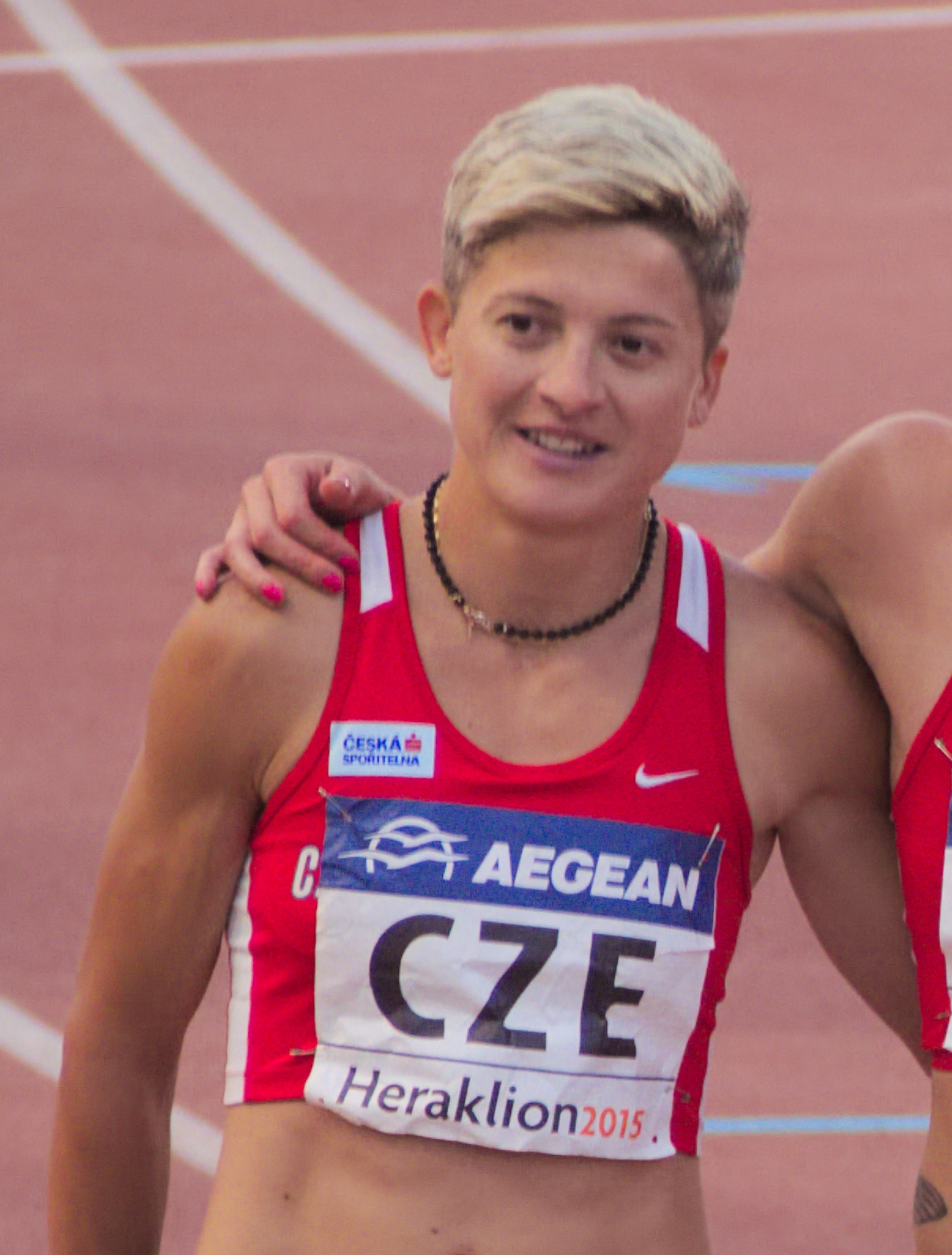
Lenka Masná erreichte Platz fünf
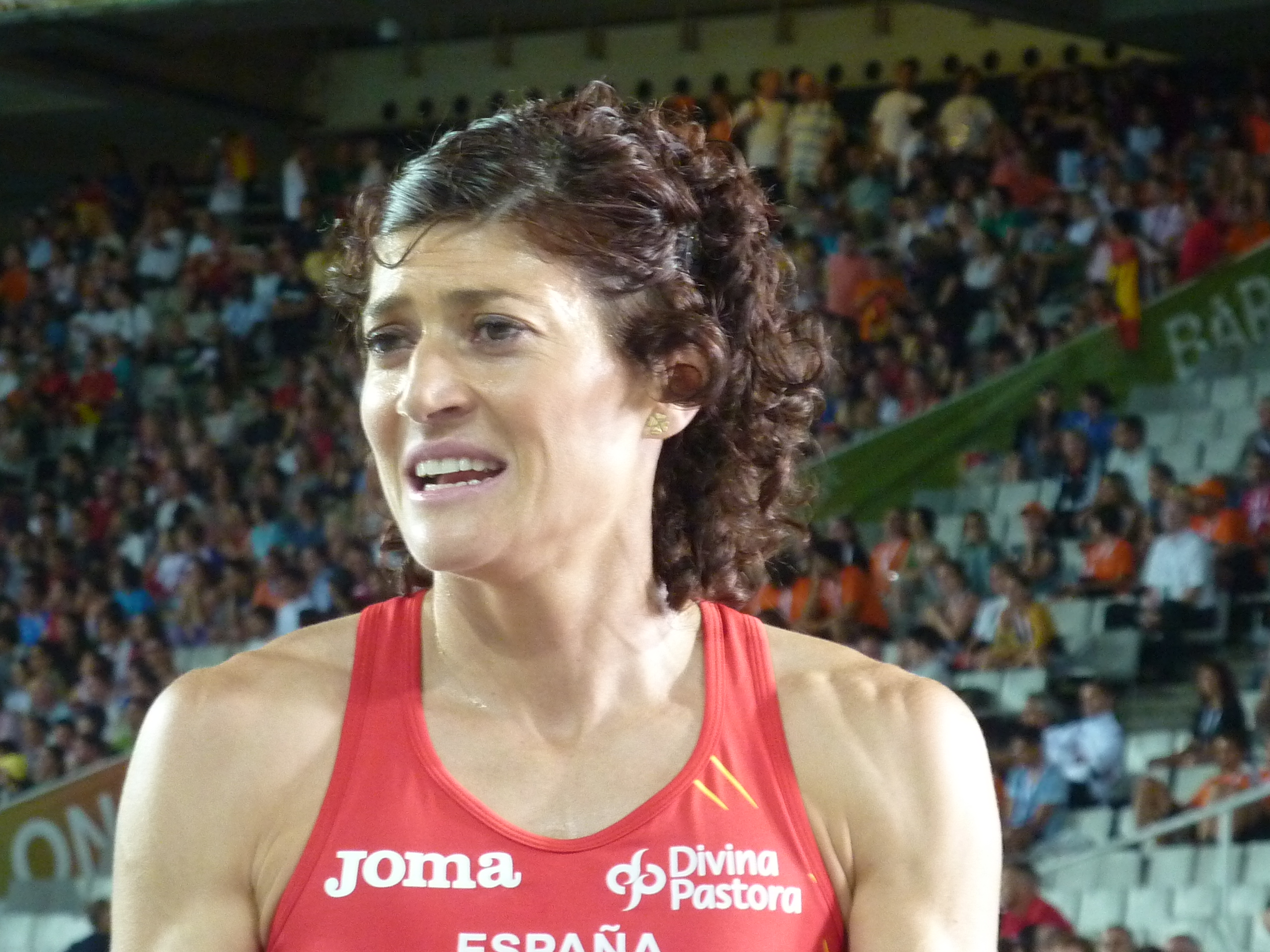
Die WM-Dritte von 2007 Mayte Martínez kam auf den sechsten Platz
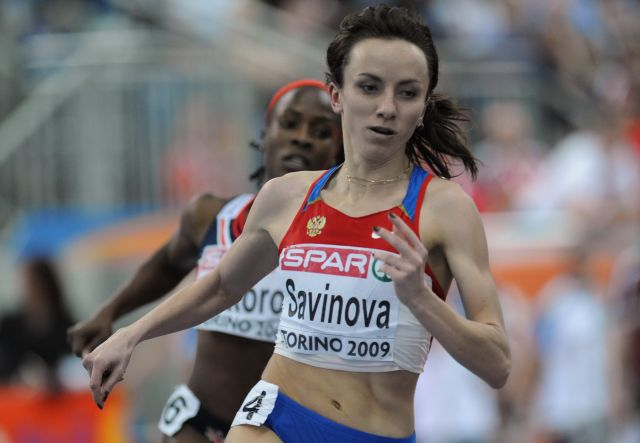
Die ursprüngliche Siegerin Marija Sawinowa war gedopt

## Videolink
- 800m women Final 20th European Athletics Championships Barcelona 2010 HD, youtube.com, abgerufen am 18. Februar 2023